# Прилуцкая (Вельский район)
Прилу́цкая (Си́нежка, Ни́жняя Си́нега) — деревня в Вельском районе Архангельской области. Подчинена муниципальному образованию «Усть-Вельское».
В деревне находится ОАО «Агрофирма Вельская» — 2 отделение, 35 работников. Действует 1 магазин.

## География
Деревня расположена в южной части Архангельской области, в таёжной зоне, в пределах северной части Русской равнины, в живописном месте на правом берегу реки Вель при впадении в неё реки Синега в 6 км к западу от г. Вельска. Ближайшие населённые пункты: на севере деревня Селютинская, на востоке деревня Ленино-Ульяновская.
Часовой пояс
Прилуцкая, как и вся Архангельская область, находится в часовой зоне МСК (московское время). Смещение применяемого времени относительно UTC составляет +3:00.

## Население
| 2002 | 2010 | 2012 | 2014 |
| ---- | ---- | ---- | ---- |
| 311  | ↗319 | ↗329 | ↗331 |

## История
Указана в «Списке населённых мест по сведениям 1859 года» в составе Вельского уезда(2-го стана) Вологодской губернии под номером «2523» как «Прилуцкая(Синега)». Насчитывала 18 дворов, 56 жителей мужского пола и 69 женского.
В материалах оценочно-статистического исследования земель Вельского уезда упомянуто, что в 1900 году в административном отношении деревня входила в состав Кьяндского сельского общества Устьвельской волости. На момент переписи в селении Прилуцкое(Синега) находилось 29 хозяйств, в которых проживало 90 жителей мужского пола и 87 женского.